# Super Camp
Super Junior - "Super Camp" El evento especial por el décimo aniversario de la banda sur coreana Super Junior también promocionando su octavo álbum de estudio Devil y Magic. El Tour Comenzó con un show en el Korea University Hwajung Gymnasium de Seúl en septiembre del 2015 seguido de Japón, China y otros países asiáticos y finalizando en México.

## Fechas
| Fecha                            | Ciudad           | País          | Lugar                              | Entradas vendidas/disponibles | Recaudación |
| -------------------------------- | ---------------- | ------------- | ---------------------------------- | ----------------------------- | ----------- |
| Asia                             |                  |               |                                    |                               |             |
| 19 de septiembre de 2015         | Seúl             | Corea del Sur | Korea University Hwajung Gymnasium | 6,510 / 6,510 (100%)          | $978,185    |
| 8 de enero de 2016               | Tokio            | Japón         | Ariake Coliseum                    | 54,960 / 54,960 (100%)        | $10,902,780 |
| 9 de enero de 2016 (1 Show 3PM)  | Tokio            | Japón         | Ariake Coliseum                    | 54,960 / 54,960 (100%)        | $10,902,780 |
| 9 de enero de 2016 (2 Show 7PM)  | Tokio            | Japón         | Ariake Coliseum                    | 54,960 / 54,960 (100%)        | $10,902,780 |
| 10 de enero de 2016 (1 Show 1PM) | Tokio            | Japón         | Ariake Coliseum                    | 54,960 / 54,960 (100%)        | $10,902,780 |
| 10 de enero de 2016 (2 Show 5PM) | Tokio            | Japón         | Ariake Coliseum                    | 54,960 / 54,960 (100%)        | $10,902,780 |
| 13 de febrero de 2016            | Taipéi           | Taiwán        | Xinzhuang Gymnasium                | 10,316 / 10,316 (100%)        | $1,656,564  |
| 14 de febrero de 2016            | Taipéi           | Taiwán        | Xinzhuang Gymnasium                | 10,316 / 10,316 (100%)        | $1,656,564  |
| 27 de febrero de 2016            | Beijing          | China         | Beijing Workers' Gymnasium         | 9,364 / 9,364 (100%)          | $1,583,046  |
| 5 de marzo de 2016               | Shanghái         | China         | Shanghai Grand Stage               | 9,295 / 9,295 (100%)          | $1,549,343  |
| 19 de marzo de 2016              | Bangkok          | Tailandia     | Thunder Dome Muangthong Thani      | 5,943 / 5,943 (100%)          | $837,011    |
| 28 de mayo de 2016               | Macau            | Macau         | Studio City Event Center           | 4,583 / 5,000 (92%)           | $1,763,753  |
| 10 de junio de 2016 (1 Show 3PM) | Osaka            | Japón         | Intex Osaka                        | 44,128 / 44,128 (100%)        | $8,720,586  |
| 10 de junio de 2016 (2 Show 7PM) | Osaka            | Japón         | Intex Osaka                        | 44,128 / 44,128 (100%)        | $8,720,586  |
| 11 de junio de 2016 (1 Show 1PM) | Osaka            | Japón         | Intex Osaka                        | 44,128 / 44,128 (100%)        | $8,720,586  |
| 11 de junio de 2016 (2 Show 5PM) | Osaka            | Japón         | Intex Osaka                        | 44,128 / 44,128 (100%)        | $8,720,586  |
| Norte América                    |                  |               |                                    |                               |             |
| 3 de julio de 2016               | Monterrey        | México        | Arena Monterrey                    | 6,597 / 8,052 (82%)           | $908,042    |
| 5 de julio de 2016               | Ciudad de México | México        | Arena Ciudad de México             | 12,425 / 15,048 (83%)         | $1,713,561  |
| TOTAL                            | TOTAL            | TOTAL         | TOTAL                              | 164 121 / 168 616             | $30 612 871 |

## Personal
- Artists: Leeteuk, Heechul, Yesung, Kangin (Hasta Bangkok), Eunhyuk (Solo en Seúl), Donghae (Solo en Seúl), Siwon (Solo en Seúl), Ryeowook y Kyuhyun.
- Organizador: SM Entertainment
- Promotor: Dream Maker Entertainment Limited, YES24.